# GLUT-5

GLUT5 in der apikalen Membran von Dünndarmepithelzellen

Der Fructosetransporter (GLUT5) (Gen: SLC2A5) ist dasjenige Protein in der Zellmembran von Darmepithelzellen von Chordatieren, das die Aufnahme von Fructose, mittels erleichterter Diffusion (passiver Transport),  in die Zelle bewerkstelligt. Es handelt sich also um ein Transportprotein. GLUT5 wird beim Menschen hauptsächlich im Dünndarm und in den Spermien gebildet, und in geringem Maß in den Nieren, Muskeln und Fettzellen. Es ist nichts über Mutationen im SLC2A5-Gen bekannt.

## Funktion
Die Transportgleichung lautet:
{\displaystyle \mathrm {Fructose(aussen)\leftrightharpoons Fructose(innen)} }
Es handelt sich also um einen Uniport.

## Regulation
Die Fructose-Aufnahmerate durch GLUT-5 wird signifikant beeinflusst durch Diabetes mellitus, Bluthochdruck, Adipositas, Fruktosemalabsorption, sowie Entzündungsgeschehen. Altersbedingte Änderungen in der Fructoseaufnahme-Fähigkeit finden allerdings keine Erklärung mit der Expressionsrate von GLUT5. Die Fructoseresorption ist weiterhin bei gleichzeitiger Anwesenheit von Glucose verbessert, während Sorbit hemmend wirkt.